# UCI Oceania Tour de 2018
O UCI Oceania Tour de 2018 foi a décima-quarta edição do calendário ciclístico internacional da Oceania. Iniciou-se a 17 de janeiro na Nova Zelândia com o New Zealand Cycle Classic, e terminou a 4 de fevereiro de 2018 com o Herald Sun Tour na Austrália.

## Equipas
As equipas que podem participar nas diferentes carreiras dependem da categoria das mesmas. A maior nível de uma carreira podem participar equipas a mais nível. Por exemplo os equipas UCI WorldTeam, só podem participar das carreiras .HC e .1 e têm cota limitada de equipas para competir.
| Categoria      | Categoria                        | Equipas                                                                                            |
| -------------- | -------------------------------- | -------------------------------------------------------------------------------------------------- |
| .HC            | 1.hc (Carreira de um dia)        | * ProTeam (max 65%) * Profissionais Continentais * Continentais * Selecções nacionais              |
| .HC            | 2.hc (Carreira de vários dias)   | * ProTeam (max 65%) * Profissionais Continentais * Continentais * Selecções nacionais              |
| .1             | 1.1 (Carreira de um dia)         | * ProTeam (max 50%) * Profissionais Continentais * Continentais * Selecções nacionais              |
| .1             | 2.1 (Carreira de vários dias)    | * ProTeam (max 50%) * Profissionais Continentais * Continentais * Selecções nacionais              |
| .2             | 1.2 (Carreira de um dia)         | * Profissionais Continentais * Continentais * Selecções nacionais * Selecções regionais * Amadoras |
| .2             | 2.2 (Carreira de vários dias)    | * Profissionais Continentais * Continentais * Selecções nacionais * Selecções regionais * Amadoras |
| .Ncup (sub-23) | 1.ncup (Carreira de um dia)      | * Selecções nacionais * Selecções mistas                                                           |
| .Ncup (sub-23) | 2.ncup (Carreira de vários dias) | * Selecções nacionais * Selecções mistas                                                           |

## Calendário
As seguintes são as carreiras que compõem o calendário UCI Oceania Tour aprovado pela UCI

### Janeiro
| Data  | Carreira                  | Cat. | Ganhador         | Equipa do ganhador        |
| ----- | ------------------------- | ---- | ---------------- | ------------------------- |
| 17-21 | New Zealand Cycle Classic | 2.2  | Hayden McCormick | Selecção da Nova Zelândia |
| 27    | Gravel and Tar Classic    | 1.2  | Ethan Berends    | Mobius-BridgeLane         |
| 31-4  | Herald Sun Tour           | 2.1  | Esteban Chaves   | Mitchelton-Scott          |

## Classificações finais
- Nota: Todas as classificações são as finais depois do termo da temporada de 2018 a 21 de outubro.

### Individual
Integram-na todos os ciclistas que consigam pontos podendo pertencer tanto a equipas amadoras como profissionais, inclusive as equipas UCI WorldTeam.
| Posição | Ciclista            | Pontos |
| ------- | ------------------- | ------ |
| 1.º     | Chris Harper        | 365    |
| 2.º     | James Whelan        | 235    |
| 3.º     | Cyrus Monk          | 223    |
| 4.º     | Jason Lea           | 158    |
| 5.º     | Hayden McCormick    | 148    |
| 6.º     | Esteban Chaves      | 142    |
| 7.º     | Jason Christie      | 125    |
| 8.º     | Hamish Bond         | 120    |
| 9.º     | Ryan Thomas         | 104    |
| 10.º    | Alexander Edmondson | 103    |

### Equipas
A partir de 2017 e devido a mudanças regulamentares, todas as equipas profissionais entram nesta classificação, inclusive os UCI WorldTeam que até a temporada anterior não pontuavam. Se confeciona com o somatório de pontos que obtenha uma equipa com suas 8 melhores corredores na classificação individual. A classificação também a integram equipas que não estejam registados no continente.
| Posição | Equipa                                             | Pontos |
| ------- | -------------------------------------------------- | ------ |
| 1.º     | Bennelong SwissWellness Cycling Team               | 827    |
| 2.º     | Drapac-EF p/b Cannondale Holistic Development Team | 611    |
| 3.º     | Brisbane Continental Cycling Team                  | 270    |
| 4.º     | Mobius-BridgeLane                                  | 270    |
| 5.º     | ONE Pro Cycling                                    | 216    |
| 6.º     | JLT Condor                                         | 71     |
| 7.º     | Australian Cycling Academy-Ride Sunshine Coast     | 66     |
| 8.º     | Aqua Blue Sport                                    | 58     |
| 9.º     | Mitchelton-BikeExchange                            | 42     |
| 10.º    | St George Continental Cycling Team                 | 33     |

### Países
Se confeciona mediante os pontos dos 8 melhores ciclistas de um país, não só os que consigam neste Circuito Continental, sina também os conseguidos em todos os circuitos. E inclusive se um corredor de um país deste circuito, só consegue pontos em outro circuito (Europa, Ásia, Africa, América), seus pontos van a esta classificação.
| Posição | País          | Pontos  |
| ------- | ------------- | ------- |
| 1.º     | Austrália     | 2726,74 |
| 2.º     | Nova Zelândia | 1185    |